# جامه‌های آیینی زرتشتیان
جامه‌های آیینی زرتشتیان به کستی  و سدره اشاره دارد که از نمادهای دیرینهٔ آیین زرتشت هستند. دربارهٔ منشأ این جامه‌ها، منابع کهن مکتوب چندانی وجود ندارد اما احتمالاً این جامه‌ها ریشه در فرهنگ بزرگ‌تر هند و اروپایی دارند.  از سدره در مراسم سدره‌پوشی‌ استفاده می‌شود که نوعی از مناسک گذر که زرتشتیان برای بلوغ پسران برگزار می‌کنند. همچنین، زرتشتیان از صدره وکستی در آیین خاکسپاری نیز استفاده می‌کنند و آن‌ها را بر بدن مرده می‌پوشانند. 